# Йорк (династия)
Вижте пояснителната страница за други значения на Йорк.
Йорк (англ. York) е кадетска линия на кралска династия Плантагенет в Англия, която се възкачва на трона в хода на Войната на розите и царува от 1461 до 1485 г. (с прекъсване 1470 – 1471 г.), херцози на Йорк пре XV век.
Родоначалник на рода е Едмънд Лангли (1341 – 1402), херцог на Йорк, син на крал Едуард III. През 1399 г. той признава властта на новата кралска династия Ланкастър. Женен е за Изабела, дъщеря на кастилския владетел Педро I Жестокия, а след нейната смърт взема за съпруга Джейн Холанд, дъщеря на граф Томас Кент. По-големият му син Едуард (1373 – 1415), херцог на Йорк, загива в битката с французите при Аженкур, без да остави потомство. Вторият му син Ричард (1375 – 1415), граф на Кеймбридж има два брака: с Анна Мортимър, дъщеря на Роджър Мортимър, граф на Марч и с Матилда, дъщеря на Томас Клифърд. Негов единствен син е Ричард (1411 – 1460), херцог на Йорк. Правата му върху короната като потомък на династията Плантагенет безпокоят кралското семейство, чиято враждебност го кара да започни през 1455 г. войната между Червената и Бялата роза, наречена така заради хералдическите знаци върху гербовете на Ланкастър и Йорк. Херцогът загива по време на сраженията. Негова съпруга е Сесили, дъщеря на Ралф Невил, граф на Уестморланд. Херцог Ричард Йорк е баща на четирима синове и една дъщеря, Маргарита, трета съпруга на бургундския херцог Шарл I Смели. Вторият му син, Едмънд (1443 – 1460), граф на Рътланд, загива по време на войната на Розите. Третият син Джордж (1449 – 1478), херцог на Кларънс, участва във войната на Розите с променлив успех. Заподозрян в желание да узурпира престола той е екзекутиран от брат си, крал Едуард IV. От съпругата си Изабела, дъщеря на могъщия Ричард Невил, граф на Уоруик, има син Едуард (1475 – 1499), херцог на Кларънс, екзекутиран впоследствие от крал Хенри VII Тюдор, както и дъщеря Маргарита, омъжена за сър Ричард Поул.
Най-големият син на Ричард Йорк, Едуард IV (1461 – 1470 и 1471 – 1483), сваля от престола крал Хенри VI (представител на дома Ланкастър) и му отнема короната. Той осуетява многократните опити на фамилията Ланкастър да си върне властта и временно омиротворява страната. Бракът му с Елизабет Грей, дъщеря на лорд Ричард Уудвил, настройва срещу него част от привържениците му. Баща е на три деца: Едуард V (1483), Ричард (1473 – 1483), херцог на Йорк и Елизабет.
След смъртта на Едуард IV на трона се възкачва непълнолетният му син Едуард V. Регент (лорд-протектор на кралството) при него става Ричард Глостър, херцог на Йорк, по-малък брат на Едуард IV. Едуард V царува общо три месеца през 1483 г. Ричард Глостър узурпира престола под името Ричард III (1483 – 1485), след като убива племенниците си. За да задържи управлението си, е принуден да прибегне до кървав терор. Това кара поданиците му да го изоставят, когато претенциите за короната издига Хенри Тюдор (наследник по женска линия на династията Ланкастър). Ричард III е разгромен през 1485 г. в битката при Босуърт. Женен е за Ан Невил, дъщеря на граф Ричард Уоруик, която ражда син Едуард (1473 – 1484), починал рано. Неговата сестра Маргарита се омъжва за последния бургундски херцог Шарл I Смели. Войната на Розите завършва с помирение между двата враждуващи лагера, знак за което е сключеният брак между новия английски владетел Хенри VII Тюдор и Елизабет, дъщеря на крал Едуард IV и последна представителка на династията Йорк.
- (1461 – 1470, 1471 – 1483) Едуард IV (28.4.1442 – 9.4.1483), син на Ричард Йорк
- (1483) Едуард V (4.10.1470 – 1483), син на предходния
- (1483 – 1485) Ричард III (2.10.1452 – 22.8.1485)

- Представители на династията Йорк
- Едуард IV
- „Крал Едуард V и брат му херцогът на Йорк в Тауър“, картина на Пол Деларош
- Ричард III